# Tournoi pré-olympique de la CAF 1995-1996
Navigation
Barcelone 1992 Sidney 2000
Le tournoi pré-olympique de la CAF 1995-1996 a eu pour but de désigner les 3 nations qualifiées au sein de la zone Afrique pour participer au tournoi final de football, disputé lors des Jeux olympiques d'Atlanta en 1996.
Le tournoi africain de qualifications pour les Jeux olympiques d’été de 1996 s'est déroulé sur un tour préliminaire et trois rondes éliminatoires entre le 15 janvier 1995 et le 17 mars 1996. Les trois qualifiés au tournoi olympique ont été déterminés, au terme des quatre tours, à l'issue d'un système à élimination directe, réunissant les 27 nations inscrites au départ, disputé en match aller-retour et lors desquels la règle des buts marqués à l'extérieur est d'application. Après le dernier tour, le Nigeria, la Tunisie et le Ghana se sont qualifiés pour le tournoi olympique. Djibouti et la Guinée-Bissau ont en définitive renoncé à participer.

## Pays qualifiés
| Dates                              | Lieu      | Places | Qualifiés             |
| ---------------------------------- | --------- | ------ | --------------------- |
| du 15 janvier 1995 au 17 mars 1996 | Itinérant | 3      | Nigeria Tunisie Ghana |

## Format des qualifications
Dans le système à élimination directe avec des matches aller et retour, en cas d'égalité parfaite au score cumulé des deux rencontres, les mesures suivantes sont d'application :

- La règle des buts marqués à l'extérieur est en vigueur,
- Organisation de prolongations et, au besoin, d'une séance de tirs au but, si les deux équipes sont toujours à égalité au terme des prolongations.

## Résultats des qualifications

### Tour préliminaire
| Équipe 1          | Résultat | Équipe 2              | Aller | Retour |
| ----------------- | -------- | --------------------- | ----- | ------ |
| Lesotho           | 1 - 3    | Namibie               | 1 - 0 | 0 - 3  |
| Burundi (en)      | -        | Djibouti forfait      | -     | -      |
| Burkina Faso (en) | -        | Guinée-Bissau forfait | -     | -      |

#### Détail des rencontres
| 15 janvier 1995 | Lesotho | 1 - 0   | Namibie | Setsoto Stadium Maseru, Lesotho |
|                 |         | (? - ?) |         |                                 |

| 28 janvier 1995 | Namibie | 3 - 0   | Lesotho | Independence Stadium Windhoek, Namibie |
|                 |         | (? - ?) |         |                                        |

|  | Burundi (en) | Q. - forfait | Djibouti |  |  |
|  |              |              |          |  |  |

|  | Burkina Faso (en) | Q. - forfait | Guinée-Bissau |  |  |
|  |                   |              |               |  |  |

### Premier tour

#### Groupe 1
| Équipe 1 | Résultat | Équipe 2 | Aller | Retour |
| -------- | -------- | -------- | ----- | ------ |
| Nigeria  | 3 - 0    | Kenya    | 0 - 0 | 3 - 0  |
| Égypte   | 2 - 0    | Maurice  | 1 - 0 | 1 - 0  |
| Zambie   | 6 - 1    | Botswana | 2 - 0 | 4 - 1  |
| Zimbabwe | 4 - 0    | Malawi   | 4 - 0 | 0 - 0  |

#### Détail des rencontres
| 15 avril 1995 | Nigeria | 0 - 0   | Kenya | Surulere Stadium Lagos, Nigeria |
|               |         | (0 - 0) |       |                                 |
|               | Rapport |         |       |                                 |

| 16 avril 1995 | Égypte     | 1 - 0   | Maurice | Nasser Stadium Le Caire, Égypte |  |
|               | Mostafa ?? | (? - ?) |         |                                 |  |

| 16 avril 1995 | Zambie | 2 - 0   | Botswana | Independence Stadium (en) Lusaka, Zambie |
|               |        | (? - ?) |          |                                          |

| 16 avril 1995 | Zimbabwe | 4 - 0   | Malawi | Rufaro Stadium (en) Harare, Zimbabwe |
|               |          | (? - ?) |        |                                      |

| 29 avril 1995 | Kenya | 0 - 3   | Nigeria | Centre sportif international Moi Nairobi, Kenya |
|               |       | (? - ?) |         |                                                 |

| 29 avril 1995 | Malawi | 0 - 0   | Zimbabwe | Stade des Jeunes (en) Lilongwe, Malawi |
|               |        | (0 - 0) |          |                                        |

| 30 avril 1995 | Maurice | 0 - 1   | Égypte         | Stade George-V Curepipe, Maurice |  |
|               |         | (? - ?) | Nabieh (en) ?? |                                  |  |

| 30 avril 1995 | Botswana | 1 - 4   | Zambie | Botswana National Stadium Gaborone, Botswana |
|               |          | (? - ?) |        |                                              |

#### Groupe 2
| Équipe 1 | Résultat | Équipe 2          | Aller | Retour |
| -------- | -------- | ----------------- | ----- | ------ |
| Algérie  | 1 - 3    | Guinée            | 1 - 1 | 0 - 2  |
| Mali     | 1 - 3    | Togo              | 1 - 2 | 0 - 1  |
| Maroc    | 0 - 1    | Sénégal           | 0 - 0 | 0 - 1  |
| Tunisie  | 4 - 2    | Burkina Faso (en) | 4 - 1 | 0 - 1  |

#### Détail des rencontres
| 14 avril 1995 | Algérie | 1 - 1   | Guinée | Stade du 5-Juillet-1962 Alger, Algérie |
|               |         | (? - ?) |        |                                        |

| 16 avril 1995 | Mali        | 1 - 2   | Togo                        | Stade omnisports Modibo-Keïta Bamako, Mali        |                                                   |
|               | Nientao 38e | (1 - 1) | Noutsoudje 30e · Ouadja 81e | Spectateurs : 8 000 Arbitrage : Emmanuel Okoampah | Spectateurs : 8 000 Arbitrage : Emmanuel Okoampah |
|               | Rapport     |         |                             | Spectateurs : 8 000 Arbitrage : Emmanuel Okoampah | Spectateurs : 8 000 Arbitrage : Emmanuel Okoampah |

| 16 avril 1995 | Maroc | 0 - 0   | Sénégal | Stade Mohammed-V Casablanca, Maroc |
|               |       | (0 - 0) |         |                                    |

| 16 avril 1995 | Tunisie                                                            | 4 - 1   | Burkina Faso (en) | Stade olympique d'El Menzah Tunis, Tunisie |                                  |
|               | Bokri (en) 7e · Chouchane 12e · Badra 65e (pen.) · Ben Slimane 81e | (2 - 0) | Zongo 70e         | Arbitrage : Abderrahim El Arjoun           | Arbitrage : Abderrahim El Arjoun |
|               | Rapport                                                            |         |                   | Arbitrage : Abderrahim El Arjoun           | Arbitrage : Abderrahim El Arjoun |

| 29 avril 1995 | Sénégal | 1 - 0   | Maroc | Stade de l'Amitié Dakar, Sénégal |
|               |         | (? - ?) |       |                                  |

| 30 avril 1995 | Guinée | 2 - 0   | Algérie | Stade du 28-Septembre Conakry, Guinée |
|               |        | (? - ?) |         |                                       |

| 30 avril 1995 | Togo | 1 - 0   | Mali | Stade Municipal (en) Lomé, Togo |
|               |      | (? - ?) |      |                                 |

| 30 avril 1995 | Burkina Faso (en) | 1 - 0   | Tunisie | Stade du 4-Août Ouagadougou, Burkina Faso |
|               |                   | (? - ?) |         |                                           |

#### Groupe 3
| Équipe 1       | Résultat | Équipe 2      | Aller | Retour |
| -------------- | -------- | ------------- | ----- | ------ |
| Afrique du Sud | 2 - 5    | Burundi (en)  | 1 - 1 | 1 - 4  |
| Cameroun       | 1 - 0    | Namibie       | 0 - 0 | 1 - 0  |
| Gabon          | 1 - 5    | Angola (en)   | 1 - 3 | 0 - 2  |
| Ghana          | 0 - 0    | Congo forfait | 0 - 0 | -      |

#### Détail des rencontres
| 15 avril 1995 | Afrique du Sud      | 1 - 1   | Burundi (en)  | Soccer City Johannesbourg, Afrique du Sud |                           |
|               | Molotsane 30e       | (1 - 1) | Nyiumgeko 12e | Arbitrage : Augusto Silva                 | Arbitrage : Augusto Silva |
|               | Rapport 1 Rapport 2 |         |               | Arbitrage : Augusto Silva                 | Arbitrage : Augusto Silva |

| 16 avril 1995 | Cameroun | 0 - 0   | Namibie | Stade Ahmadou-Ahidjo Yaoundé, Cameroun |
|               |          | (0 - 0) |         |                                        |

| 16 avril 1995 | Gabon            | 1 - 3   | Angola (en)        | Stade d'Honneur Libreville, Gabon |                          |
|               | Fouty 26e (pen.) | (? - ?) | ? ?? · ? ?? · ? ?? | Arbitrage : Marcel Ngono          | Arbitrage : Marcel Ngono |
|               | Rapport          |         |                    | Arbitrage : Marcel Ngono          | Arbitrage : Marcel Ngono |

| 16 avril 1995 | Ghana | 0 - 0   | Congo | Accra Sports Stadium Accra, Ghana |
|               |       | (0 - 0) |       |                                   |

| 29 avril 1995 | Namibie | 0 - 1   | Cameroun | Independence Stadium Windhoek, Namibie |
|               |         | (? - ?) |          |                                        |

| 30 avril 1995 | Burundi (en) | 4 - 1   | Afrique du Sud | Stade du Prince Louis Rwagasore Bujumbura, Burundi |
|               |              | (? - ?) |                |                                                    |

| 30 avril 1995 | Angola (en) | 2 - 0   | Gabon | Estádio da Cidadela Luanda, Angola |
|               |             | (? - ?) |       |                                    |

| 30 avril 1995 | Congo | forfait - Q. | Ghana |  |  |
|               |       |              |       |  |  |

### Deuxième tour

#### Groupe 1
| Équipe 1 | Résultat | Équipe 2 | Aller | Retour |
| -------- | -------- | -------- | ----- | ------ |
| Nigeria  | 4 - 3    | Égypte   | 3 - 2 | 1 - 1  |
| Zimbabwe | 3 - 2    | Zambie   | 1 - 1 | 2 - 1  |

#### Détail des rencontres
| 12 août 1995 | Nigeria              | 3 - 2   | Égypte                      | Surulere Stadium Lagos, Nigeria                  |                                                  |
|              | Obiekwu ?? · Kanu ?? | (? - ?) | Emam ?? · Mostafa ?? (pén.) | Spectateurs : 40 000 Arbitrage : Jamal Al Sharif | Spectateurs : 40 000 Arbitrage : Jamal Al Sharif |
|              | Rapport              |         |                             | Spectateurs : 40 000 Arbitrage : Jamal Al Sharif | Spectateurs : 40 000 Arbitrage : Jamal Al Sharif |

| 13 août 1995 | Zimbabwe | 1 - 1   | Zambie  | Rufaro Stadium (en) Harare, Zimbabwe                   |                                                        |
|              | Lunga ?? | (? - ?) | Miti ?? | Spectateurs : 30 000 Arbitrage : Radhi Mousa Al-Haddad | Spectateurs : 30 000 Arbitrage : Radhi Mousa Al-Haddad |
|              | Rapport  |         |         | Spectateurs : 30 000 Arbitrage : Radhi Mousa Al-Haddad | Spectateurs : 30 000 Arbitrage : Radhi Mousa Al-Haddad |

| 25 août 1995 | Égypte   | 1 - 1   | Nigeria    | Nasser Stadium Le Caire, Égypte |  |
|              | Emam 13e | (1 - 0) | Ikpeba 90e |                                 |  |

| 27 août 1995 | Zambie | 1 - 2   | Zimbabwe | Independence Stadium (en) Lusaka, Zambie |
|              |        | (? - ?) |          |                                          |

#### Groupe 2
| Équipe 1 | Résultat | Équipe 2         | Aller | Retour |
| -------- | -------- | ---------------- | ----- | ------ |
| Sénégal  | 2 - 5    | Guinée           | 2 - 3 | 0 - 2  |
| Tunisie  | 2 - 3    | Togo disqualifié | 1 - 1 | 1 - 2  |

#### Détail des rencontres
| 12 août 1995 | Sénégal                        | 2 - 3   | Guinée               | Stade de l'Amitié Dakar, Sénégal             |                                              |
|              | Traoré (it) ?? · Sakhanokho ?? | (? - ?) | Sylla ?? · Soumah ?? | Spectateurs : 40 000 Arbitrage : Ali Bujsaim | Spectateurs : 40 000 Arbitrage : Ali Bujsaim |
|              | Rapport                        |         |                      | Spectateurs : 40 000 Arbitrage : Ali Bujsaim | Spectateurs : 40 000 Arbitrage : Ali Bujsaim |

| 17 août 1995 | Tunisie | 1 - 1   | Togo | Stade olympique d'El Menzah Tunis, Tunisie |
|              |         | (? - ?) |      |                                            |

| 26 août 1995 | Guinée | 2 - 0   | Sénégal | Stade du 28-Septembre Conakry, Guinée |
|              |        | (? - ?) |         |                                       |

| 27 août 1995 | Togo | 2 - 1   | Tunisie | Stade Municipal (en) Lomé, Togo |
|              |      | (? - ?) |         |                                 |

#### Groupe 3
| Équipe 1     | Résultat | Équipe 2    | Aller | Retour |
| ------------ | -------- | ----------- | ----- | ------ |
| Ghana        | 3 - 2    | Angola (en) | 3 - 1 | 0 - 1  |
| Burundi (en) | 1 - 2    | Cameroun    | 1 - 0 | 0 - 2  |

#### Détail des rencontres
| 13 août 1995 | Ghana                                | 3 - 1   | Angola (en) | Accra Sports Stadium Accra, Ghana            |                                              |
|              | Aboagye ?? · Ahinful ?? · Kennedy ?? | (? - ?) | ? ??        | Spectateurs : 20 000 Arbitrage : Alhagi Faye | Spectateurs : 20 000 Arbitrage : Alhagi Faye |
|              | Rapport                              |         |             | Spectateurs : 20 000 Arbitrage : Alhagi Faye | Spectateurs : 20 000 Arbitrage : Alhagi Faye |

| 13 août 1995 | Burundi (en) | 1 - 0   | Cameroun | Stade du Prince Louis Rwagasore Bujumbura, Burundi |                                             |
|              | Nonda ??     | (? - ?) |          | Spectateurs : 10 000 Arbitrage : Omer Yengo        | Spectateurs : 10 000 Arbitrage : Omer Yengo |
|              | Rapport      |         |          | Spectateurs : 10 000 Arbitrage : Omer Yengo        | Spectateurs : 10 000 Arbitrage : Omer Yengo |

| 27 août 1995 | Angola (en) | 1 - 0   | Ghana | Estádio da Cidadela Luanda, Angola |
|              |             | (? - ?) |       |                                    |

| 27 août 1995 | Cameroun | 2 - 0   | Burundi (en) | Stade Ahmadou-Ahidjo Yaoundé, Cameroun |
|              |          | (? - ?) |              |                                        |

### Troisième tour
| Équipe 1 | Résultat | Équipe 2 | Aller | Retour |
| -------- | -------- | -------- | ----- | ------ |
| Zimbabwe | 0 - 2    | Nigeria  | 0 - 1 | 0 - 1  |
| Tunisie  | 5 - 4    | Guinée   | 5 - 2 | 0 - 2  |
| Ghana    | 3 - 0    | Cameroun | 3 - 0 | 0 - 0  |

#### Détail des rencontres
| 3 mars 1996 | Zimbabwe | 0 - 1   | Nigeria    | Rufaro Stadium (en) Harare, Zimbabwe |  |
|             |          | (0 - 1) | Fatusi 43e |                                      |  |

| 3 mars 1996 | Tunisie                                                   | 5 - 2   | Guinée                  | Stade olympique d'El Menzah Tunis, Tunisie |  |
|             | Ben Slimane ?? · Ben Younes ?? · Jaballah ?? · Kanzari ?? | (? - ?) | Soumah ?? · Bangoura ?? |                                            |  |

| 3 mars 1996 | Ghana                        | 3 - 0   | Cameroun | Kumasi Sports Stadium Kumasi, Ghana |  |
|             | Baidoo ?? · Ebenezer (en) ?? | (? - ?) |          |                                     |  |
|             | Rapport                      |         |          |                                     |  |

| 16 mars 1996                                                                                                  | Nigeria       | 1 - 0 | Zimbabwe | Surulere Stadium Lagos, Nigeria  |                                  |
| | Babangida 27e | (1 - 0) |          | Arbitrage : Abderrahim El Arjoun | Arbitrage : Abderrahim El Arjoun |
| | Rapport       | |          | Arbitrage : Abderrahim El Arjoun | Arbitrage : Abderrahim El Arjoun |
| Baruwa - West, Babayaro, Obafemi, Oparaku - Lawal, Okocha, Oliseh, Babangida ( Manga) - Ikpeba ( Oruma), Kanu | Équipes       | Mugadza - Mbwando, Mpofu, Musanhu, Sibanda - Bunjira (en), Munawa, Ndlovu (en), Nyathi - Murisa (en), A. Muteji |          | Arbitrage : Abderrahim El Arjoun | Arbitrage : Abderrahim El Arjoun |

| 17 mars 1996 | Guinée         | 2 - 0   | Tunisie | Stade du 28-Septembre Conakry, Guinée |  |
|              | Soumah 31e 64e | (1 - 0) |         |                                       |  |

| 17 mars 1996                                                                                           | Cameroun | 0 - 0 | Ghana | Stade Ahmadou-Ahidjo Yaoundé, Cameroun |                        |
| |          | (0 - 0) |       | Arbitrage : Ian McLeod                 | Arbitrage : Ian McLeod |
| | Rapport  | |       | Arbitrage : Ian McLeod                 | Arbitrage : Ian McLeod |
| Eboué - Mvondo (en), Etchi, Mimboe, Nyambi - Epalle, Geremi, Elong Elong (en), Mangan - Suffo, Maemble | Équipes  | Kingson - Kuffour, Ampeah (en), Nettey, Saba - Amoako, Armando (en), Welbeck (en) - Ahinful, Aboagye, Baidoo |       | Arbitrage : Ian McLeod                 | Arbitrage : Ian McLeod |